# Pegaeophyton minutum
Pegaeophyton minutum är en korsblommig växtart som beskrevs av Hiroshi Hara. Pegaeophyton minutum ingår i släktet Pegaeophyton och familjen korsblommiga växter. Inga underarter finns listade i Catalogue of Life.